# 梁河県
梁河県（りょうが-けん）は中華人民共和国雲南省徳宏タイ族チンポー族自治州に位置する県。

## 地理
大盈江の左岸支流として南底河が本県北部から西部にかけて流れている。

## 歴史
- 1952年 梁河県が成立。
- 1954年9月11日 - 雲南省保山専区に潞西県・盈江県・蓮山県・隴川県・瑞麗県と共に編入され、徳宏タイ族チンポー族自治区が成立。(6県)
- 1956年4月29日 - 徳宏タイ族チンポー族自治区が徳宏タイ族チンポー族自治州に改称。
- 1961年4月15日 - 騰衝県・盈江県の各一部が合併し、新制・梁河県が発足。(9県1鎮)

## 行政区画
下部に3鎮、4郷、2民族郷を管轄する。
- 鎮
  - 遮島鎮、芒東鎮、勐養鎮
- 郷
  - 平山郷、小廠郷、大廠郷、河西郷
- 民族郷
  - 九保アチャン族郷、曩宋アチャン族郷

## 交通

### 道路
- 国道
  - G556国道

- 省道
  -  332省道

## 健康・医療・衛生
- 梁河県人民医院
- 梁河県婦幼保健院